# Île du Dépôt
L'île du Dépôt est un îlot rocheux de l'archipel de Pointe-Géologie (terre Adélie), situé en mer Dumont-d'Urville (océan Austral) au large du continent antarctique. C'est l'une des plus grandes des îles Dumoulin.

## Description
Cette petite île rocheuse de 200 m de long et de 16 m de haut est située au centre des îles Dumoulin ; c'est l'une des plus grandes du groupe. Elle se trouve à 1 500 m au sud du rocher du Débarquement.

## Histoire
Repérée sur les photos aériennes prises lors de l'Opération Highjump de l'US Navy en 1946-1947, l'île est cartographiée en 1950 par la 3e expédition antarctique française en terre Adélie.
C'est l'expédition suivante qui baptise ainsi l'île du Dépôt car le navire de relève Commandant Charcot y avait établi en janvier 1951 un dépôt de quelque 1 000 rations de vivres et de 1 800 litres d'essence en prévision de futurs raids en Weasel,. Le 21 juin 1951, jour de la midwinter, deux Weasel partent de Port-Martin, la base établie dans l'est de la terre Adélie, pour rallier l'archipel de Pointe-Géologie. Ils y parviennent le 23 au soir, au terme de 65 km parcourus sur de la glace de mer pourrie.
Après une journée de repos, le chef d'expédition Michel Barré note dans son carnet de route à la date du 25 juin : « À 10 h 45, Coccinelle part avec le traîneau vide. Nous faisons route vers le « dépôt marine » de l'archipel Nord. Nous le trouvons sans aucune difficulté, et commençons à descendre fûts et vivres pour les charger sur le traîneau. L'opération est assez délicate, car le dépôt est haut perché sur une roche, et nous n'avons guère de moyen pour manipuler les gros fûts de 200 litres. Heureusement, tout se passe le mieux du monde : les fûts dégringolent [d']eux-mêmes une longue pente de glace, nous n'en crevons aucun. »
Le dépôt de vivres et de carburant sera reconstitué à Pointe Géologie, comme s'appelait à l'époque le cap André-Prud'homme, l'objectif étant de disposer d'une réserve de secours en cas de débâcle inopinée de la glace de mer.